# Odocoileus cariacou
Cariacou, Biche des palétuviers
Espèce
Répartition géographique
Odocoileus cariacou, le Cariacou ou la Biche des palétuviers, est une espèce américaine de la famille des cervidés.

## Description
Odocoileus cariacou a un pelage général jaunâtre ou rougeâtre. Celui-ci est beaucoup plus court que celui d’Odocoileus goudotii et Odocoileus lasiotis. La hauteur aux épaules est d'environ 80 cm.
Les deux sexes ont le même pelage tout au long de l'année, c'est-à-dire qu'ils ne présentent pas de changement saisonnier. Le mâle est le seul à avoir des bois ramifiés qui se renouvellent chaque année.

## Répartition
Odocoileus cariacou est présent dans les basses terres du Sud du Mexique (Mexique néotropical), du Nord du Brésil, de Guyana, de la Guyane, du Venezuela, à l'ouest de l'Équateur et la Colombie, dans les régions de l'Amazonie, de l'Orénoquie, du Pacifique, la moyenne vallée du río Magdalena, avec des populations dans les départements colombiens de Caquetá, Casanare, Cesar, La Guajira, Magdalena, Meta, Santander, Valle del Cauca et Vichada.

## Taxonomie
Ce taxon est initialement décrit en 1784 par le zoologiste Pieter Boddaert.
Pendant des décennies, on ne le considère que comme sous-espèce du Cerf de Virginie (Odocoileus virginianus), Odocoileus virginianus cariacou, mais des études publiées en 1999 permettent de l'élever au rang d'espèce à part entière, lui attribuant de nombreuses sous-espèces.
Odocoileus cariacou s'est différencié d’Odocoileus lasiotis il y a au moins 350 000 ans environ, comme en témoignent les formulations de scénarios paléobiogéographiques conformes aux données génétiques, morphologiques, archéologiques et paléontologiques.
Odocoileus cariacou est isolé d’Odocoileus margaritae pendant environ 400 000 ans, réussissant à préserver son identité taxonomique intacte malgré un bref contact écologique et reproductif entre les deux taxons qui a lieu il y a 17 000 à 13 000 ans.

### Sous-espèces
- Odocoileus cariacou acapulcensis (Caton 1877) – Sud du Mexique.
- Odocoileus cariacou veraecrucis (Goldman & Kellog 1940) – Est du Mexique.
- Odocoileus cariacou thomasi (Merriam 1898) – Oaxaca et Chiapas, Mexique.
- Odocoileus cariacou yucatanensis (Hays 1872) – Yucatán, Mexique.
- Odocoileus cariacou oaxacensis (Goldman & Kellogg, 1940) – Oaxaca, Mexique
- Odocoileus cariacou sinaloae (Allen, 1903) –  Sinaloa, Mexique.
- Odocoileus cariacou toltecus (Saussure, 1860) – Veracruz, Mexique.
- Odocoileus cariacou nelsoni (Merriam 1898) – Guatemala.
- Odocoileus cariacou truei (Merriam 1898) – Amérique centrale.
- Odocoileus cariacou chiriquensis (J.A. Allen 1910) – Panama.
- Odocoileus cariacou rothschildi (Thomas 1902) – Île Coiba, Panama.
- Odocoileus cariacou tropicalis (Cabrera 1918) – région du Pacifique en Colombie et au Pérou.
- Odocoileus cariacou cariacou (Boddaert 1784) – Guyane et Nord du Brésil.
- Odocoileus cariacou curassavicus (Hummelink, 1940) – Curaçao.
- Odocoileus cariacou gymnotis (Wergmann 1833) – Colombie, Venezuela, Guyana et Suriname.

## Comportement
Odocoileus cariacou est un animal aux habitudes méconnues, terrestres et crépusculaires. Il voyage, seul en couple ou en petits groupes, à la recherche d'une végétation tendre, essayant de passer inaperçu de ses prédateurs. C'est un ruminant au régime herbivore et frugivore.
Face à une menace, il s'enfuit ; il garde la queue relevée (qui est blanche en dessous) de sorte que le toupet blanc agit comme un signal visuel de danger pour les autres membres de son groupe, bien que chez cette espèce il soit plus court et élevé, il expose moins de blanc.
Il communique sexuellement et marque son territoire par l'urine et en frottant l'une de ses différentes glandes olfactives : pré-orbitaire (à côté de ses yeux), tarsienne et interdigitale (sur ses pattes) et celles situées à la base de ses bois.
Lorsque les femelles entrent en période d'ovulation, les mâles se battent entre eux pour le droit de les monter. Le gagnant pourra copuler avec le plus de femelles possible. Après une gestation qui dure environ 7 mois, la femelle donne naissance à un seul enfant qui présente une livrée composée d'un point blanc sur la fourrure dorsale, qui disparaît au fil des mois.